# Felibritge
El Felibritge (en occità: lo Felibritge segons la norma clàssica o lou Felibrige segons la norma mistralenca) és un moviment cultural dedicat a la llengua i la cultura occitanes, amb algunes connexions als Països Catalans. El seu domini d'acció és especialment de caràcter literari, però la seva història també va tenir relacions amb certs esdeveniments polítics.
Els seus membres són els felibres i les felibresses. El que és relatiu o pertanyent al Felibritge rep l'adjectiu felibrenc -a. El nom potser prové de la transcripció errònia de la dita popular occitana Sefer libre de la lei per sèt felibres de la lei 

## Situació jurídica dels Occitans a França a començament delseglexix
Del 1800 al 1804 fou elaborat el Codi Napoleònic, en el qual participarien el montpellerí Jean-Jacques de Cambacères (1753-1824), aleshores ministre de Justícia, i el provençal Jean-Étienne Portalis (1746-1807), aleshores ministre de cultes. La seva aplicació suposaria la desaparició definitiva del dret occità, d'origen romànic i visigòtic i de caràcter escrit, mentre que el dret francès era de caràcter germànic i consuetudinari. El dret occità es basava en la màxima "cap senyoria sense títol" i tenia un dret marítim propi influït pel català (Rols o Judicis d'Auloron).
D'aleshores ençà, les elits occitanes, alienades lingüísticament i política, comprometeran llur futur amb el de l'Estat, i en controlaran l'aparell, però no sabran o no podran orientar-lo en profit propi. La industrialització i modernització de França serà, en part, obra de ministres occitans, però tan sols servirà per a accentuar la dependència del "Midi" (Migjorn) i el desequilibri econòmic a favor del Nord.
D'aquesta manera, el segle xix occità es caracteritzarà per la incapacitat d'estructurar-se socialment i ideològica, i pel refús de proposar una reivindicació nacional clara i precisa. També anirà perdent pes específic dins França, puix que, si bé el 1801 la població occitana representava 28% de l'Estat francès, cap al 1975 haurà baixat a 22,5%.
El 1825 el provençal Honoré-Charles de Reille (1775-1860), antic mariscal bonapartista, fundaria la Compagnie de les Mines, Fonderies et Forges d'Alès i començaria a extraure carbó a La Sala. El 1826 el girondí Elie de Decazes-Glucksberg (1780-1860), antic ministre de Lluís XVIII, fundà la Sociéte des Houlleries d'Aveyron i crearia el complex de Decazeville a La Sala (Avairon), de manera que el 1840 produiria 12.000 tones anyals de carbó.

## Interès per Occitània
Encara que en francès, alguns intel·lectuals començaren a interessar-se per la llengua i història del Midi, alhora que arreu d'Europa el romanticisme despertava l'interès per les cultures locals. Com a fetes es destaquen :
- Entre el 1816 i el 1821 el provençal François Raynouard (1761-1836) publicà Choix des poésies originales des troubadors, estudi lèxic-lingüístic-literari, acompanyat d'una Grammaire de la langue romane.
- El 1819 Rochegude publica un Parnasse occitan.
- El 1825 Antoine Fabre d'Olivet publica La langue occitane restituée, on fa una crida a la unitat de la llengua occitana i una lloança a la civilització destruïda per la croada.
- El 1840 aparegué l'obra pòstuma del francès Jacques Thierry (1795-1836) Récits des temps des merovingiens, en què interpreta la història francesa com una lluita entre opressors (Nord) i oprimits (Sud).
- El 1842 el montalbanès Jean-Bernard Mary-Lafon (1812-1884) publicaria Histoire poétique, religieuse et militaire du Midi de France, seguida el 1868 de La croisade contre les albigeoises on també analitza les relacions entre el país vencedor (el Nord) i el país vençut (el sud).
- El 1847 el dalfinès Simon d'Honnorat (1783-1852), lexicògraf i naturalista, publicaria el Dictionnaire provençal-française, seguit el 1849 d'un Vocabulaire françois-provençal, un nou intent de normalitzar la grafia occitana, però seguint les normes del dialecte provençal.
- El nimenc François Guizot (1787-1874) compongué Histoire génerale de la civilisation en Europe, en què també es considera al Midi com d'una cultura a part, atès que la veritable França és la França del Nord.
- El francès Jules Michelet (1798-1874) publicà entre el 1830 i el 1869 la Histoire de France, autèntica ofensiva nacional-francesista, però en el qual també es considera, des de la banda francesa, que l'autèntica França és la del Nord.

Aquests estudis contribuïren, juntament amb d'altres, no sols a popularitzar el mot occità per a referir-se a la llengua, i Occitània per a designar el país d'Oc, sinó que desvetllaren en els erudits occitans l'estima i l'amor del seu propi país i la seva pròpia llengua i cultura.

## Evolució econòmica, ideològica i política a Occitània
Els reialistes obtingueren el suport dels obrers de Nimes (cebets) i dels pagesos de Roergue i Gavaldà (Companhs de Jehú), que provocaren algunes revoltes contra les autoritats republicanes.
Entre el 1850 i el 1856 es crearen importants companyies navilieres a Marsella, com les Messageries Maritimes, Fraissinet, Navigation Mixte, etc. Això donà una forta embranzida a la ciutat, però la depressió econòmica del 1847-1852, seguida de la plaga d'oïdium al Llenguadoc, que gairebé delmà la producció de vi i raïm dels anys 1853 al 1858, així com l'epidèmia de còlera a l'Arieja el 1854, estancaren el possible creixement del país. Endemés, el 1849 es construí el ferrocarril París-Lió-Marsella, que mostrarà la prosperitat provençal, però alhora marcarà l'inici del desarrelament i la despersonalització occitanes, com també el camí cap a l'emigració.
Alhora, alguns occitans contribuïren al nou desenvolupament ideològic del segle xix. El montpellerí Auguste Comte (1798-1857), autor del Catéchisme positiviste (1852) i considerat el pare de la sociologia moderna, ja introduí la tesi de la "desconcentració de poders" en cert sentit d'àmbit regional. Alhora, el francès Pierre-Joseph Proudhon (1809-1864) aniria més lluny amb la Philosophie du progrés (1853), on proposà l'abolició de l'estatisme com a sistema d'opressió per tal d'accelerar la descomposició del capitalisme. També proposaria un nou model d'estat federatiu, on el govern global es limitaria al camp de les decisions i de l'orientació política, alhora que cada regió seria autònoma en el pla administratiu. Aquestes idees tingueren molts seguidors al país occità i influïren tant en els aldarulls antibonapartistes del 1851 com a les Ligues du Midi, de caràcter republicà i federalista.
També hi tingueren molts seguidors les idees socialistes. En aquest terreny cal destacar per una banda Louis Blanc (1811-1882) nascut a Madrid però d'origen provençal, fundador de la revista socialista Revue du Progrès (1839) i autor de L'organisation du travail (1839), membre del govern provisional del 1848 que s'hagué d'exiliar a Anglaterra durant el bonapartisme i fundador el 1876 del Parti Radical Socialiste; i el provençal Louis Auguste Blanqui (1805-1881), republicà radical influït per Gracchus Babeuf i els carbonaris, cap de la Societé Republicaine Centrale el 1848 i director de la revista La Critique Sociale, de caràcter socialista revolucionari; fou antagonista de Karl Marx i un dels inductors de la Comuna de París.

## Precursors del Felibritge
Es consideren precursors del Felibritge els provençals Joan Baptista Fabre i Josèp Desanat (1795-1872), autor dels mediocres poemes Lou troubador nacionau, lo chantre tarasconenc (1831) i director del setmanari provençal escrit totalment en vers Lo bouil-abaisso (Lo bolh-abaissa, o sia la bullabessa), que es publicà del 1841 al 1846 i on publicaren els seus primers poemes Víctor Gelu, Camil Raybant, Benedit, Chailan i Josèp Romanilha. També ho fou Pèire Bellot (1783-1855), fundador el 1841 dels setmanaris prefelibrencs Lou tamborinaire, amb Loïs Méry, i Lou descaladaire, similar a l'anterior, i autor dels poemes Moussu Canulo (1832) i Poueto cassaire (1821).
El 1851 es publicaria l'obra poètica col·lectiva Li prouvençalo, on apareixien poemes de Peyrotas, Cavalhon, Jasmin, Romanilha i Aubanel, i que servia d'iniciador del nou moviment que s'estava gestant, però que s'inspirava en l'obra d'Honnorat, Mary-Lafon i els altres. Així, el 29 d'agost del 1852 dos joves escriptors provençals, Frederic Mistral i Josèp Romanilha, convocarien a Arles el Congrés d'Escriptors Provençals, on esperaven tractar temes de caràcter lingüístic i educatiu, sobretot un acord de cara a la possible unificació ortogràfica a nivell provençal. Hi participarien D'Astros i Gaut, d'Ais; Bourrely, Benedit, Bellot i Barthélemy, de Marsella; Boudin, Cassau i Gièra, d'Avinhon; Bonnet, de Beucàire; Gautièr, de Tarascon; Raybant i Dupuy, de Carpentras; Castel-Blaze, Cavailhon i Grouzilhat, de Salon; Garcin i Matièu, de Castèlnou-dau-Papa; Moquin-Tandon, Peyrotas, La Fare-Alays, Romanilha i Aubanel. Víctor Gelu no hi volgué participar.

## La fundació
El mateix dia del 1853 se celebraria un nou congrés a Ais, amb el francès Émile Zola com a convidat, i tractaren temes com l'ortografia de la llengua i el futur de l'educació, però no es va prendre cap decisió. Finalment, el 21 de maig del 1854, a Font Segunha (Provença), set poetes provençals. Frederic Mistral, Teodòr Aubanèl, Josèp Romanilha, Ansèume Matieu, Pau Giera, Anfós Tavan i Joan Brunet crearen el Felibritge, paraula d'origen incert, segons el mateix Mistral, provenia de la mala pronunciació de la dita occitana sefer libre de lei en se felibre de lei; segons altres provenia de feligrés (llatí filii ecclesiae); segons altres de la fe libre dels càtars, o bé de fellibris, "nadó" (se suposava que els poetes eren els nadons de les muses).

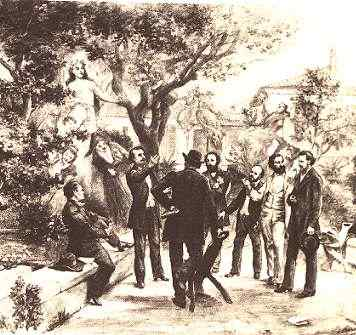
La primera reunió dels felibres a Font Segunha, 1854

Van redactar un programa ben delimitat però vague en les seves aplicacions, i que responia als objectius següents:
- Reviscolament de la raça llatina
- Restauració de la llengua i literatura occitanes
- Tornar la dignitat a la llengua mitjançan la poesia
- Retornar a la nació occitana el gaubi ("cortesia") pròpia i el seu èime ("esperit") nacional

Tant a la Provença com al Baix Lengadòc, però, ja feia anys que hi havia un interès per la llengua del país, sobretot arran de la descoberta de la tradició trobadoresca, de la mà de literats romanistes i erudits com Fabre d'Olivet, Raynouard o Rochaguda, i de lexicògrafs com Honnorat. Així a Marsella, l'ús del provençal en gasetes i diaris obrers havia estat assumida pels combatius trobaires, d'ideologia progressista, entre els quals destacava Víctor Gelú. Al Bearn cal assenyalar Xavier Navarrot, que s'acull a la tradició dels cançoneristes polítics. A Agen es descabdella l'obra de Jasmin aplegada a Mas papilhòtas (1835), que juga amb l'emoció popular.
El Felibritge s'imposa arran de l'espectacular revelació de Mirèlha, l'any 1859, que a París obtingué un magnífic acolliment. L'any 1876, el moviment s'institucionalitzà dotant-se d'uns estatuts i fixant una estructura territorial que abastava tots els països d'oc i de parla catalana, dividits en set mantinenças: Provença, Llenguadoc, Llemosí, Gascunya, Catalunya, València i Mallorca, a l'interior de les quals operaven les Escòlas.
Abandonaren el nom de trobaires pel de felibres, i la nova llei poètica serà recollida per Mistral el 1886 en Lou tresor dóu Felibrige, veritable compendi lingüístic occità. Alhora, del 1855 al 1896 publicarien l'almanac armana prouvençau, redactat per Aubanel i on es publicaria l'obra poètica del grup. Tenia la redacció a Avinyó i un tiratge inicial de 500 exemplars, que arribarien a 20.000 el 1896.
Proposaren una federació literària a l'estil grec, però amb reminiscències de l'època dels trobadors medievals i ambicions panoccitanes. Pel que fa al nom de la llengua, l'anomenaren indistintament occitan, lou dialècte roudanen, prouvençal o miejournau (meridional), però la llengua base per la seva literatura fou el sotsdialecte rodanenc del provençal. Escolliren un capoulié (caporal), considerat com a cap espiritual del grup, el 1876, i des del 1878 nomenaven una court d'amour amb una réino, que aleshores fou Mª Lluïsa Rivière, esposa de Mistral, un majorau i els manteneires.

## Contactes entre felibres i precatalanistes

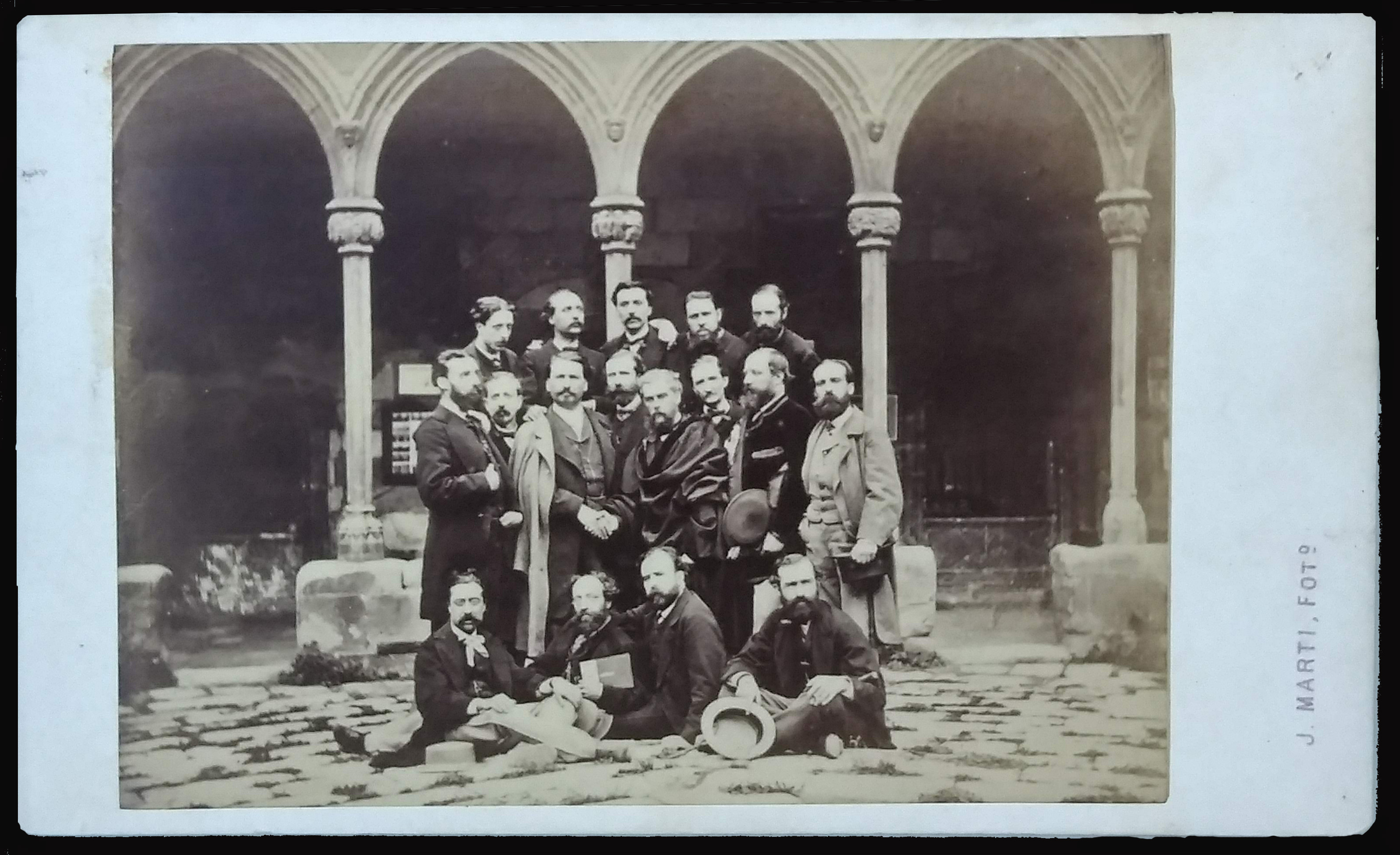
Visita a Montserrat dels felibres el 1868 amb poetes de la Renaixença. Fotografia distribuïda per Joan Martí, Barcelona. D'esquerra a dreta, a dalt Celestí Barallat, Vicent W. Querol, Vergés, Josep A. Torres Jordi i Josep M. Arnau; al mig Conrad Roure, Lluís Roca i Florejachs, Frederic Mistral, Albert Quintana, Víctor Balaguer, J. Sala, Guillem Bonaparte-Wyse i Rafael Ferrer i Bigné; asseguts a terra: Eduard Vidal i Valenciano, Loïs Romieu, Teodor Llorente i Paul Meyer

Els primers contactes els va mantenir Frederic Mistral amb Víctor Balaguer, qui s'havia exiliat del 1865 al 1867 a Occitània per les seves idees republicanes, i que hi fou rebut com a representant dels poetes catalans. Poc abans, el 1864, l'Armana Prouvençau havia proposat com a llengua literària panoccitana el dialecte rodanenc, parlat a la línia Arle-Avinhon, alhora que el 1861 el poeta català Damas Calvet de Budalles havia participat en el Felibritge de Tarascon.
El 1867 Balaguer i alguns polítics catalans regalaren als felibres provençals la Copa Santa, feta d'argent cisellat, en agraïment a l'acollida dispensada pels occitans Mistral, Romanilha, Aubanel, Loïs Romieu, Crosilhat, Brunet, William Bonaparte-Wyse, Matièu i Paul Meyer. Aquests visitaren Barcelona en tornar Balaguer de l'exili, i Mistral fou mantenidor dels Jocs Florals del 1868. També va compondre l'himne occità Cançon de la coupo, amb música d'una nadala de Sàboli, i que serà cantat a totes les cerimònies occitanes, i en especial, als banquets de Santa Estèla. El mateix any, Mistral demanà oficialment al govern francès, en nom dels felibres, l'ensenyament de l'occità a l'escola. Però el poeta no era pas un polític i no passà mai de demanar una tímida descentralització administrativa i cultural.
Dos fets van estroncar aquesta amistat. Per una banda, la revolució contra Isabel II del 1868-1869, que va dur Balaguer, ja dedicat plenament a la política, a instal·lar-se a Madrid, alhora que el 1870 es fundava a Barcelona la Jove Catalunya, de caràcter reivindicatiu i polític. Per l'altra, l'alçament de la Comuna de París del 1870, que va dur als felibres a adoptar un to més conservador.

## Expansió del Felibritge
L'èxit literari de Mistral va consolidar el moviment, del qual se'n publicarien els estatuts el 1862. Durant el segle xix els capoulié del grup foren:
- Frederic Mistral (1876-1883)
- Josèp Romanilha (1883-1891)
- Fèlis Gras (1891-1901)

El Felibritge es basava en seccions o mantenenço que seguien divisions dialectals regionals, i cadascuna d'elles subdividida en escoles provincials o escolo. El 1882 hi havia 440 mantenidors a tot Occitània, que augmentaren a 879 el 1914, i cap al 1937 havien augmentat a 53 escoles (16 d'elles fundades després del 1920), però l'impuls s'extingí degut a les escissions.
Malgrat que afirmaven escriure per al poble, realment escrivien per als burgesos, literatura plena d'epopeies i drames pagesos que només servia per a almanacs, oblidant la gran literatura oral occitana i sense jugar cap rol contestatari, a diferència de Catalunya o la Bretanya. La composició dels membres del Felibritge, per sectors socials, no va variar pas gaire durant els anys:
| Sectors                | 1876 | 1911 |
| Funcionaris            | 24%  | 23%  |
| Professionals liberals | 17%  | 22%  |
| Clergues               | 10%  | 10%  |
| Empleats               | 6-7% | 6%   |
| Petits comerciants     | 6-7% | 6%   |
| Artesans               | 6-7% | 6%   |
| Financers              | 2-3% | 3%   |
| Obrers i camperols     | 2-3% | 3%   |

Entre les més destacades escoles felibrenques, podem esmenar la Mantenença Felibrenca d'Aquitània, fundada pel comte de Toulouse-Lautrec, pare del famós pintor, gascó i amic de Mistral. El 1877 es fundaria a Marsella l'Escolo dei Felibre de la Mar, per Aufred Chailan, Anfos Tavan, August Verdot, Jousè Huot, Cèsar Marjoulhier, Loïs Astruc, i Gonzague de Rey, que fou seguida per les Escolo des Aup, Escolo de Lar i Lou Flourege. En totes elles s'havien de fer composicions en occità i usaven el dialecte marsellès, llevat Astruc que emprava el rodanenc. Publicarien el recull La calanco (1879-1882), així com els butlletins Armana de la mar (1897-1898), La calanco (1912) i L'art de faire la crèche (1942). Organitzaren conferències, concursos de teatre i pastorals, i hi participarien destacats autors com August Marin, Clovis Hugues, Charles Maurras i Fréderic Amouretti.
A aquestes en seguirien d'altres, com l'Escolo Gaudenco a Castel de Pulhariès el 1892; l'Escolo Moundino a Tolosa el 1892, on es feien concursos poètics i contactaren amb Prosper Estieu, qui aleshores publicava la revista Lou terradour; l'Escolo de Mount-Segur el 1896, per Estieu i Cassou, August Teulié, Francès Rigal i Joan Gradat, als qui s'afegiren Paul Dunac, Josep Aybram i Adrian Arispura, que publicaren la revista Mount Segur del 1896 al 1899; l'Escòla Occitana a Avinhonet el 6 de juliol del 1919, el Grelh Roergàs a Castel de Sèlvas el 1921; l'Escòla Ròchaguda d'Albi i l'Escòla d'Autpol. D'altres foren l'Escolo Audenco de G. Jourdanne, l'Escolo Oubergnato del duc de la Salle de Rochemaure, i l'Escolo Parisenco dou Felibrige, per Carles Brun.
Per altra banda, el p. Josèp Ros va fundar a Limòtge el 1893 la revista Lemouzy per tal d'estendre el Felibritge al Llemosí, com el 1894 van fer Francis Corchinoux i Arsène Vermenouze amb l'Escòla Alvernesa i la revista Lo cobreto, per tal de fer el mateix a Alvèrnia. Alguns aconseguirien la col·laboració a les revistes de científics i intel·lectuals occitans destacats, com l'entomòleg Jean-Henri Fabre.
Finalment, el 1896 el Felibritge agafaria força al Bearn amb la fundació pels joves Miquèu Camelat i Maximin "Simin" Palay de l'Escolo Gaston Febus i la revista Reclams de Bearn e Gasconha, però que amb els anys no sols va prendre un caire reaccionari, sinó que fins i tot separatista i combatiu amb l'occitanisme. Entre les revistes més importants relacionades amb el Felibritge, hi havia Lé gril a Tolosa i Mount Segur (1901-1904). La majoria dels autors, però, s'uniren el 1904 a l'Escolo deras Pirenéos de Bernard Sarrieu, que seria reviscolada el 1970 per Andriu Meynard i Arlèta Homs-Chabbert.
La Taulejada eren els banquets felibristes

## Capouliés
- 1876-1888 Frederic Mistral
- 1888-1891 Josèp Romanilha
- 1891-1901 Fèlis Gras
- 1901-1909 Pèire Devoluy
- 1909-1919 Valèri Bernard
- 1919-1922 Josèp Fallen
- 1922-1941 Marius Jouveau
- 1941-1956 Frederic Mistral nebot
- 1956-1962 Charles Rostaing
- 1962-1971 Elia Bachas
- 1971-1982 Renié Jouveau
- 1982-1989 Pau Roux
- 1989-1992 Pau Pons
- 1992-2006 Pèire Fabre
- 2006-2022 Jacque Mouttet
- Des de 2022 Paulin Reynard